# Szmalcownik
Szmalcownik (pron. chmaltsovnik, plur. szmalcownicy – pron. chmaltsovnitsé) est un mot argotique polonais intraduisible désignant un malfaiteur qui, pendant l'occupation allemande en Pologne (1939-1945), s'est livré au chantage ou à d'autres formes de vols, extorsions et violences envers des Juifs ou d'autres personnes qui cachaient ou aidaient les Juifs. 

## Origine du mot
Le mot szmalcownik est probablement tiré d'un autre mot argotique polonais, szmal, qui signifie l'argent. Le mot existait avant la guerre avec le sens plus général de contrebandier ou preneur de pots-de-vin. Avec la guerre, il a pris le sens plus précis de maître chanteur persécuteur de Juifs.

## Contexte historique
Dès l'invasion de la Pologne en septembre 1939, les nazis commencent leur politique de persécution et d'extermination des Juifs. Cette politique est basée sur la déshumanisation des Juifs : on les prive d'abord de leur qualité de citoyens polonais, puis d'êtres humains, et on fait main basse sur leurs propriétés, commerces et installations industrielles. Les szmalcownicy profitent de la situation pour soutirer de l'argent d'abord aux Juifs qui essaient de sauver leurs biens, puis, dans un deuxième temps, à ceux qui cherchent à sauver leur vie en se cachant ou en émigrant. Dès le début, les szmalcownicy sont considérés comme des bandits : ils commettent un délit de droit commun que ni la police polonaise, ni la Résistance polonaise, ni, paradoxalement, l'occupant allemand ne tolèrent (car ils se font souvent passer pour des Allemands pour effrayer leurs victimes). À mesure que les Juifs vont perdre leur qualité de citoyens et ne seront donc plus protégés par la loi, les szmalcownicy vont prendre de l'assurance et devenir souvent des collaborateurs, s'assurant ainsi une plus grande impunité.
Généralement condamnés par la population polonaise, les agissements des szmalcownicy sont, d'une part, passibles de mort selon la loi de la Résistance (Armia Krajowa – AK, ou Armée de l'Intérieur) qui considère ces malfaiteurs comme des traîtres, mais d'autre part trop souvent tolérés par une population qui vit elle-même dans la crainte perpétuelle de représailles et préfère fermer les yeux.
Le phénomène est très complexe dans sa diversité, tant du point de vue des motivations des malfaiteurs (le plus souvent l'argent et l'opportunisme, mais aussi l'antisémitisme, les règlements de comptes, la sympathie pour le fascisme et les nazis), que du point de vue de sa perception par la population polonaise (sans être forcément antisémites, beaucoup de Polonais n'éprouvaient pas de sympathie pour les Juifs ; en outre, la guerre a créé un état de non-droit favorable à toutes les exactions) et de son ampleur (les historiens ne peuvent se mettre d'accord sur le nombre de szmalcownicy, le nombre de victimes ni la portée du phénomène comme facteur aggravant de l'Holocauste, mais Jan Grabowski prétend que l'existence même du mot en polonais impliquerait en soi un phénomène d'une certaine ampleur). En outre, il semble que très peu de szmalcownicy aient été poursuivis après la guerre.